# Claus Wallner
Claus Wallner (* 4. Juli 1926 in Berlin; † 29. Juli 1979 in Hamburg) war ein Maler und Grafiker mit Tätigkeitsschwerpunkt im Entwurf von Kirchenfenstern.

## Leben

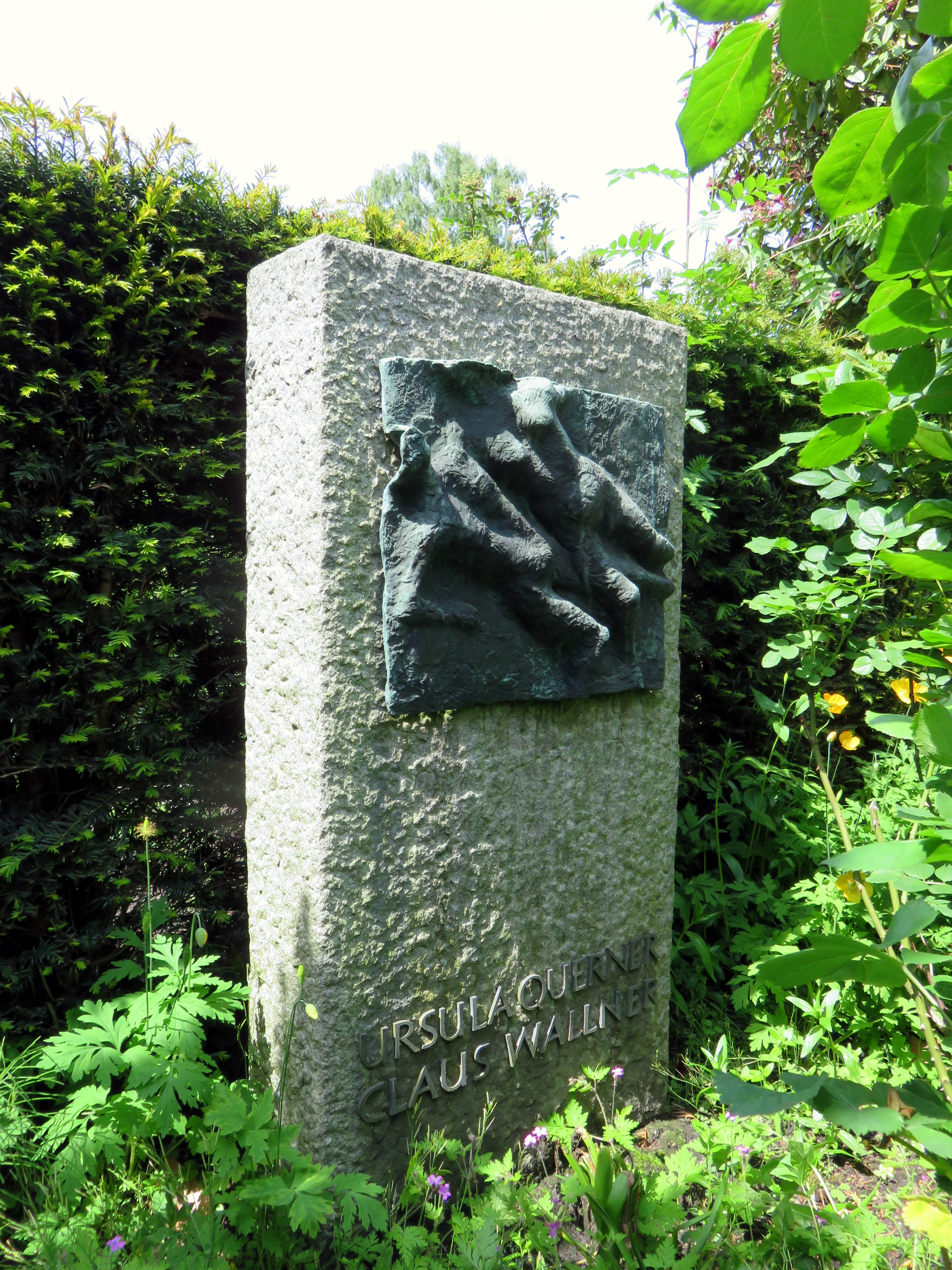
Grab Ursula Querner / Claus Wallner, Friedhof Bernadottestraße

Bereits 1940 bis 1942 erhielt Claus Wallner Malunterricht bei Otto Freytag. Nach Kriegsende war er von ungefähr 1945 bis 1948 als Maler und Bühnenbildner in Süddeutschland tätig, bevor er ein Studium an der Landeskunstschule Hamburg (heute Hochschule für Bildende Künste) aufnahm. Bis 1951 studierte er hier unter anderem bei Theo Ortner und erlernte anschließend in Ulm die Herstellung von Glasfenstern. Ab 1952 erhielt Wallner zahlreiche Aufträge zur Ausstattung von Kirchen und öffentlichen Gebäuden in Norddeutschland, für die er als bevorzugte Techniken Bleiglas, Betonfenster, Mosaike und Deckenmalerei einsetzte. Dabei arbeitete er an einem Objekt häufig zusammen mit Ursula Querner, mit der er seit 1953 verheiratet war.
Studienreisen führten ihn zwischen 1952 und 1960 nach Frankreich, Italien und Griechenland. Seit 1961 hielt er sich jährlich mit seiner Frau in einem Sommeratelier auf der kleinen Insel Scoglio Ravia vor der Isola di Ponza auf.
Nach dem Tod seiner Frau Ursula Querner heiratete Wallner 1970 deren Schwester, die Bildweberin Erika Querner.
 Die gemeinsame Grabstätte von Ursula Querner und Claus Wallner liegt auf dem Friedhof Bernadottestraße, der Grabstein trägt ein Bronzerelief mit einem Liebespaar.

## Werk

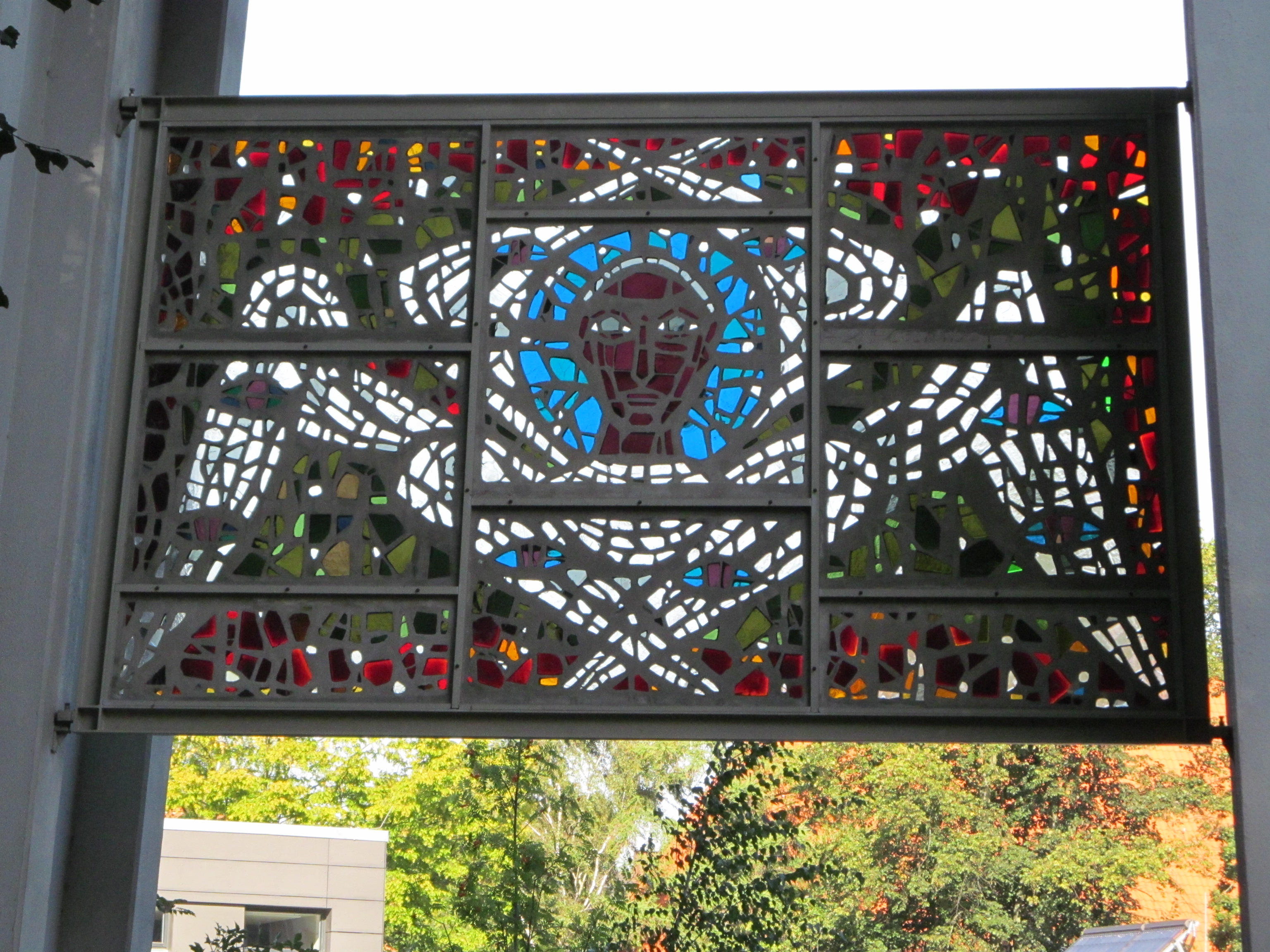
Glasfenster am Glockenturm der Dreifaltigkeitskirche in Hamburg-Hamm

Einige seiner Werke befinden sich in Museen und öffentlichen Kunstsammlungen.
Als seine bedeutendsten Arbeiten gelten die Glasfenster für das Ulmer Münster, für die Hauptkirche St. Petri in Hamburg, für die Petrikirche in Braunschweig und für die romanische Stiftskirche von Gandersheim. Es gibt zahlreiche weitere von ihm gefertigte Glasfenster, Mosaiken und Deckenbilder für Kirchen, Schulen und andere öffentliche Gebäude, u. a.:
- 1952: Fenster im Altarraum der Adventskirche in Hamburg-Schnelsen
- 1953: Fenster in der Taufkapelle der St. Gertrud-Kirche in Hamburg-Uhlenhorst
- 1953–1956: Rundfenster über dem Altar der St. Michaeliskirche in Osterrönfeld
- 1954: Rundfenster über dem Altar der St. Jürgen-Kirche in Hamburg-Langenhorn
- 1954: Drei Chorfenster der Steinbeker Kirche in Hamburg-Billstedt
- 1955: Diverse Fenster der St. Michael-Kirche in Hamburg-Bergedorf
- 1955–1956: Seitenfenster der St. Markus-Kirche in Kiel-Gaarden
- 1956: Fensterbänder der Paul-Gerhardt-Kirche in Hamburg-Bahrenfeld
- 1956–1957: Diverse Fenster der Christuskirche in Geesthacht-Düneberg
- 1956–1957: Fenster in der Taufkapelle und im Glockenturm der Dreifaltigkeitskirche in Hamburg-Hamm
- 1958: Diverse Fenster der St. Michaelskapelle in Hamburg-Volksdorf
- 1958: Diverse Fenster der St. Peter-Kirche in Hamburg-Groß Borstel
- 1959: Diverse Fenster der Nikodemuskirche in Hamburg-Ohlsdorf (Kirche seit 2022 geschlossen)[8]
- 1959: Vier von fünf Chorfenster in der Hauptkirche St. Petri in Hamburg-Altstadt
- 1964: Seitenfenster der Kreuzkirche in Henstedt-Ulzburg
- 1965: Diverse Fenster der St. Michaelis-Kirche in Itzehoe
- 1965–1966: Seitenfenster der St. Jürgen-Kirche in Rendsburg
- 1966: Fenster in der Sakristei der St. Gertrud-Kirche in Hamburg-Uhlenhorst
- 1974: Zwei Fenster in der Altarwand der St. Petri-Kirche in Ratzeburg
- 1975: Altarfenster der Kirche St. Matthäus, die Sozialkirche in Kiel-Gaarden
- 1976: Fenster über dem Altar der St. Jacobi-Kirche in Süderbrarup